# Al-Alani
Al-Alani (tiếng Ả Rập:  العلاني, cũng đánh vần al-Alini hoặc al-Lani) là một thị trấn ở phía tây bắc Syria, thuộc chính quyền của Tỉnh Idlib, ngay phía đông biên giới Syria - Thổ Nhĩ Kỳ. Các địa phương gần đó bao gồm Salqin và Isqat ở phía đông. Theo Cục Thống kê Trung ương Syria, al-Alani có dân số 3.279 trong cuộc điều tra dân số năm 2004.